# Șenileta Renault UE
Renault UE a fost o șeniletă fabricată în Franța între anii 1932 și 1941. În 1930, la cererea infanteriei franceze, a fost luată decizia de a proiecta un vehicul blindat ușor, șenilat, capabil să tracteze și să transporte muniție pentru piesele ușoare de artilerie. În 1931, contractul a fost acordat firmei Renault, fiind aleasă șenileta UE și trailerul UK. În 1937, varianta îmbunătățită UE 2 a fost aleasă pentru producția în masă. Peste 5000 de bucăți au fost construite din ambele variante, inclusiv sub licență în România la uzinele Malaxa, șenileta Renault UE fiind echipamentul standard al diviziilor franceze de infanterie.